# Caius Marius
Pour les articles homonymes, voir Marius.
Caius Marius, né en 157 av. J.-C. et mort en 86 av. J.-C., est un célèbre général et homme politique romain de la fin du IIe et du début du Ier siècle av. J.-C.
Né près d’Arpinum, dans une famille « humble » de rang équestre, faisant partie de la clientèle des Cæcilii Metelli, il reçoit une éducation plus militaire qu'intellectuelle. Il sert brillamment sous les ordres de Scipion Émilien au siège de Numance en 134/133, avant d’entamer son cursus honorum en 121. Il se rapproche des populares lors de son tribunat de la plèbe en 119 mais peine à poursuivre sa carrière politique en butte à l'hostilité d'une partie de l'aristocratie sénatoriale, qui lui reproche ses prises de position et ses origines modestes et rustres. Il parvient malgré tout à se faire élire préteur en 115 et sert en Lusitanie l'année suivante. Il épouse Julia Cæsaris, membre d'une famille d'une lignée prestigieuse mais d'une importance politique mineure à cette époque — et tante paternelle de Jules César —, et a un fils, Caius Marius « le Jeune ».
Marius est ensuite légat de son patron Quintus Cæcilius Metellus, le consul de 109. Remportant plusieurs succès militaires et voyant sa popularité augmenter, il trahit son patron en se présentant aux élections consulaires de l'an 107, qu'il remporte en faisant campagne contre l'incompétence supposée de Metellus et se fait attribuer le proconsulat en Afrique et le commandement de la guerre de Jugurtha, en Numidie. Marius ne peut tirer pleine gloire de cette victoire, car c'est son questeur puis légat Sylla, qui, sur ses ordres et après des tractations diplomatiques, capture lui-même Jugurtha en l'an 105. Metellus et Marius obtiennent chacun le triomphe.
Les défaites répétées des armées romaines au nord face aux Cimbres et aux Teutons sont l'occasion pour Marius de renouveler sa gloire et d'affirmer définitivement sa supériorité sur la nobilitas. Avec l’aide des populares, qui forment désormais à Rome un véritable parti « marianiste », il obtient un commandement qui est prolongé en se faisant réélire consul plusieurs années consécutives de 104 à 101. Il écrase seul les Germains à Aix en 102, puis à Verceil en 101 avec le concours de son collègue Lutatius Catulus et de Sylla. Il atteint un niveau de gloire encore inégalé, sauvant Rome et l'Italie de l'invasion barbare. Sa domination sur la vie politique romaine devient incontestable. Catulus et Marius obtiennent chacun le triomphe, et Marius atteint un niveau de gloire militaire et politique sans précédent.
À la fin de l'année 100, Marius, consul pour la sixième fois consécutive, doit faire face à des difficultés venant de ses alliés, les populares, en particulier le tribun de la plèbe Saturninus et le préteur Glaucia, qui font régner la terreur à Rome. Marius, inquiété par une situation qui lui échappe, abandonne ses anciens amis et se range du côté du Sénat, faisant exécuter les fauteurs de trouble et leurs partisans par le biais d’un senatus consultum ultimum. Marius peut organiser les élections à venir, mais il se retrouve vite isolé.
Il ne revient sur le devant de la scène qu'en 90 comme légat lors de la guerre sociale, à l'instar de Sylla. Dans ce conflit très dur où les Italiques prennent d'abord l'avantage sur Rome, Sylla remporte de nombreux succès ; il est le principal acteur de la victoire finale de Rome. À l'inverse, Marius voit encore diminuer son prestige. Sylla, désormais l'homme providentiel à Rome, est élu consul pour l'année 88. Commence alors la première guerre civile entre Marius et Sylla. Un tribun de la plèbe, Sulpicius Rufus, se rallie à Marius, aux réformateurs et à leurs propositions démocratiques. Sylla ne peut maintenir l'ordre à Rome et rejoint son armée. Sulpicius Rufus fait confier le commandement de la guerre en Orient à Marius. Sylla marche sur Rome, fait exceptionnellement grave, et s'empare de la ville, contraignant Marius à la fuite. Les principaux populares sont déclarés « ennemis publics », et si Marius échappe à la mort et s'exile, Sulpicius Rufus est assassiné.
Sylla s'embarque pour l'Orient et les populares reprennent le pouvoir à Rome au prix de sanglants combats, commandés par Marius et Cornelius Cinna. De très nombreux partisans de Sylla sont tués ou bannis. Marius décède au début de son septième consulat en l'an 86, mais l'Italie et Rome sont aux mains des populares tandis que Sylla mène la guerre en Orient entre 87 et 84. Sylla sort vainqueur de la nouvelle guerre civile à la fin de l'an 82, qui voit notamment la mort du consul Caius Marius « le Jeune ».

## Des origines familiales modestes
Marius est né en 157 av. J.-C. à Cereatæ, également ville natale de Cicéron — lequel partage avec Marius sa qualité d'homo novus. Si ce bourg, situé près d'Arpinum,, dans le pays volsque, offre la citoyenneté romaine complète à ses habitants depuis 188, il reste néanmoins une petite ville de second rang.
Caius est le fils de Gaius (ou Caius) Marius et de son épouse Fulcinia, « parents obscurs et pauvres, réduits à gagner leur vie du travail de leurs mains ». La famille de Marius n’a pas de cognomen (troisième nom dont bénéficient les enfants de l'aristocratie à Rome) et son éducation est plus militaire qu'intellectuelle,. Néanmoins, c’est une famille de rang équestre, appartenant à l'aristocratie municipale, intégrée à Rome depuis plusieurs générations, et faisant partie de la clientèle des Cæcilii Metelli, l'une des plus grandes et puissantes familles plébéiennes de Rome dans les années 120-110, et à ce titre pouvant normalement compter sur leur protection. Lucius Fulcinius Trio, consul suffect en juillet 31 est un descendant de la famille de sa mère[réf. nécessaire].
On a beaucoup insisté sur les origines plébéiennes de Marius, « homme inculte » (selon Cicéron) que « personne ne connaissait ». Lui-même aime se vanter d’être né hors des cercles de l'aristocratie, gangrenée selon lui par l’arrogance, la corruption et l’hellénisme. Il met en avant ses qualités militaires, son courage, son intelligence et sa ténacité, pour correspondre aux valeurs traditionnelles romaines dans la lignée de Caton l'Ancien, prônant un retour à la Rome des origines,.

## Débuts dans lecursus honorum

### La guerre de Numance (134-133)

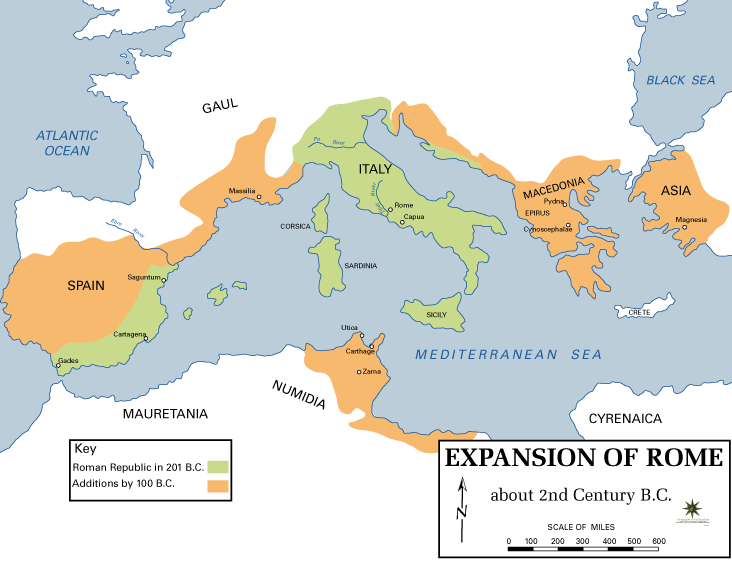
Expansion de la République romaine au

Il peut, à presque vingt-cinq ans, se faire élire au tribunat militaire et servir sous les ordres de Scipion Émilien au siège de Numance,, en 134/133.
On raconte que celui-ci, impressionné par le talent militaire de son jeune légat, l'aurait, par bravade, désigné à l’assemblée de ses officiers (tous issus de la nobilitas, les familles ayant eu des membres au Sénat) comme étant le seul digne de lui succéder,. Nombre d’auteurs classiques, comme Plutarque ou Valère Maxime, se demandent s'il faut attribuer à cette anecdote l'origine de l'ambition sans bornes du personnage,,.

### Premières magistratures (121-119)
Fort de son service à Numance et du patronat des Metelli, Marius parvient à se faire élire questeur en 121, à l'âge de 36 ans, et sert en Gaule transalpine, au moment du coup d’État sénatorial contre Caius Gracchus.
On peut penser que ces événements inspirent Marius, qui se fait élire tribun de la plèbe en 119 grâce au soutien des Metelli et commence son alliance avec les populares affaiblis. Il s'illustre alors en imposant une nouvelle loi sur les procédures de vote, contre l’avis du consul Aurelius Cotta, qu'il n’hésite pas à menacer de prison. L'autre consul, Delmaticus — un Caecilii Metelli —, soutient son collègue, mais Marius n'hésite pas à menacer aussi ce membre de sa famille patronale. Le Sénat cède devant Marius et retire la motion,,.
Marius acquiert ainsi une réputation d'homme politique résolu, désireux de s'émanciper de la tutelle aristocratique, et une certaine popularité auprès des pauvres, qui peuvent attendre de lui qu'il reprenne le flambeau des Gracques. Il représente aussi un espoir pour les chevaliers et les membres de l'aristocratie municipale. En revanche, il effraie le Sénat et la nobilitas — rendus frileux par les toutes récentes tentatives de réformes des Gracques (il se serait également brouillé avec les Metelli, mais ce fait est contesté) — qui empêchent son élection à l'édilité l'année suivante, pour être édile curule, puis édile plébéien. Cicéron signale bien ces deux échecs de Marius aux élections pour l'édilité.

## Magistratures supérieures

### Préture et proconsulat (115-110)
Sa popularité et ses appuis dans le mouvement des populares lui permettent tout de même d'être élu de justesse préteur pour l'année 115,, dernier des six magistrats élus,, à l'âge de 42 ans, mais il doit alors essuyer un procès des optimates pour corruption électorale, (de telles accusations auraient pu être intentées à l'ensemble de la classe politique romaine). Cependant, à la suite des réformes des frères Gracques (pas encore annulées), les tribunaux sont contrôlés par les chevaliers, ce qui a pu jouer un rôle dans la décision finale d’innocenter Marius.
L'année suivante, il combat en Lusitanie comme proconsul.

### Mariage (110)
Marius revient à Rome et se marie vers 110 à Julia Cæsaris, la future tante de Jules César. Cette alliance avec les Iulii, une famille patricienne d'une lignée prestigieuse mais d'une importance politique mineure à l'époque de Marius, indique le besoin du personnage de faire oublier ses origines rustiques. De cette union naît vers 109 Caius Marius « le Jeune », dont Appien est le seul auteur qui dit qu'il s'agit en fait de son neveu (et donc fils adoptif).

### Légat durant la guerre de Jugurtha (109-108)

La Numidie entre 112 et 105, et les batailles majeures de la guerre.

Marius part en Afrique combattre Jugurtha aux côtés de son patron Quintus Cæcilius Metellus, le consul de 109 (fait qui conteste la thèse de la brouille). Outre ses succès militaires à Muthul, Sicca et Zama, Marius s'illustre par son attitude envers ses hommes. Sévère mais juste, n'hésitant pas à accomplir lui-même les corvées pour donner l'exemple, il développe des relations privilégiées avec eux, valorisant régulièrement ses origines « humbles ». Ces soldats étant les principales sources d'informations à Rome sur le déroulement de la guerre, il y acquiert vite une forte popularité. Les populares n'hésitent pas à exploiter ce succès en l'opposant systématiquement à Metellus, dont ils noircissent l'attitude.
Constatant cette popularité, Marius n'hésite pas à demander congé, d'abord refusé, pour briguer le consulat. Metellus est surpris de voir une telle ambition chez un homme aux origines modestes et qui, de surcroît, lui doit sa carrière. Devant le refus de Metellus, Marius n'hésite pas à nuire à son chef, convainquant ses soldats ainsi que tous les négociants romains et italiens d'Afrique qu'il ferait un bien meilleur commandant que le proconsul, et qu'il pourrait capturer Jugurtha, et donc mettre fin à la guerre, en bien moins de temps que Metellus. Fort de ces soutiens qui convainquent leurs contacts à Rome, il s'allie aussi à un riche prince numide éconduit par Metellus, Gauda, qui lui fournit l'argent nécessaire à sa campagne. Marius obtient de pouvoir retourner à Rome pour rendre compte de la campagne de son chef, qui vient de vaincre Jugurtha et le repousser jusqu'en Maurétanie,.

## L'hégémonie de Marius

### Premier consulat (107)
Marius se présente aux élections consulaires et fait une intense campagne de dénigrement contre Metellus, l'accusant d'incompétence. Il obtient la magistrature suprême pour l'an 107, élu très largement, à l'âge de 50 ans, devenant un des premiers homo novus de la République. S'appuyant sur ses alliés au tribunat, Titus Manlius Mancinus et Caius Coelius Caldus, il se fait attribuer le proconsulat en Afrique et le commandement de la guerre de Jugurtha, en Numidie, au détriment de Metellus. Mancinus intente aussi un procès pour malversations à l'encontre de Metellus. Celui-ci doit subir l’affront de voir son ancien client s’approprier ses troupes et remporter une guerre qu'il a déjà lui-même presque gagnée en repoussant le roi numide aux limites de la Maurétanie,.
Avant de repartir pour l'Afrique, Marius procède à la levée de nouvelles troupes, ce qui aurait pu l'amener à rencontrer des difficultés comme le souhaitait le Sénat. Mais le nouveau consul n'hésite pas à recruter des « prolétaires » sans tenir compte des critères censitaires en vigueur. Sur la base du volontariat et non du cens, il parvient à réunir une importante armée, avec une part de vétérans qui avait servi avec lui en Hispanie quelques années plus tôt, et d'autre part des nouveaux combattants pauvres attirés par la promesse de butin. Il dépasse les effectifs autorisés par le Sénat et s'empresse de rejoindre l'Afrique, où Metellus refuse de le rencontrer mais lui laisse le commandement. Metellus reçoit un bon accueil à Rome, est acquitté immédiatement de l'accusation de malversation, sa réputation d'intégrité étant encore forte,.

### Proconsulat en Afrique et capture de Jugurtha (106-105)

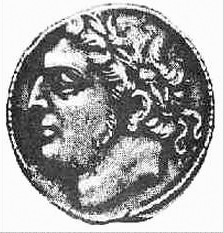
Pièce à l'effigie de Jugurtha.

Marius reprend la campagne en Afrique, commençant par aguerrir ses troupes, sans jamais relâcher la discipline et sa vigilance. Il remporte de nombreuses escarmouches avant de s'emparer des principales villes numides, notamment Capsa, où il fait massacrer toute la population mâle adulte, réduit le reste à l'esclavage et rase la ville. Il peut alors mener campagne en direction de la Maurétanie du roi Bocchus, beau-père de Jugurtha. Des négociations s'ouvrent entre Bocchus et Marius, qui lui envoie un ancien préteur et son questeur Lucius Cornelius Sulla. C'est ce dernier qui est chargé des pourparlers, proposant au roi de Maurétanie l'alliance de Rome et des concessions territoriales. Ces négociations sont rendues difficiles par le fait que Jugurtha est tenu au courant des pourparlers, qu'il se méfie de son beau-père et que Bocchus lui-même hésite sur la marche à suivre.
Mais Marius ne peut tirer pleine gloire de cette victoire, car c'est Sylla, qui, après des tractations diplomatiques, capture lui-même Jugurtha. De là naît peut-être déjà une haine inaltérable entre les deux hommes. La victoire de Marius, en 105, le place au sommet de Rome, sa popularité est alors immense.
La défaite de Jugurtha fournit deux triomphes : le premier à Metellus, qui reçoit le surnom de Numidicus, le second à Marius. Cependant, le 1er janvier 104, c'est devant le char de Marius que marche Jugurtha, ainsi que ses deux fils, chargé de fers, avant d'être étranglé au Tullianum, sur ordre du consul,.

### La guerre des Cimbres et consulats consécutifs (104-101)

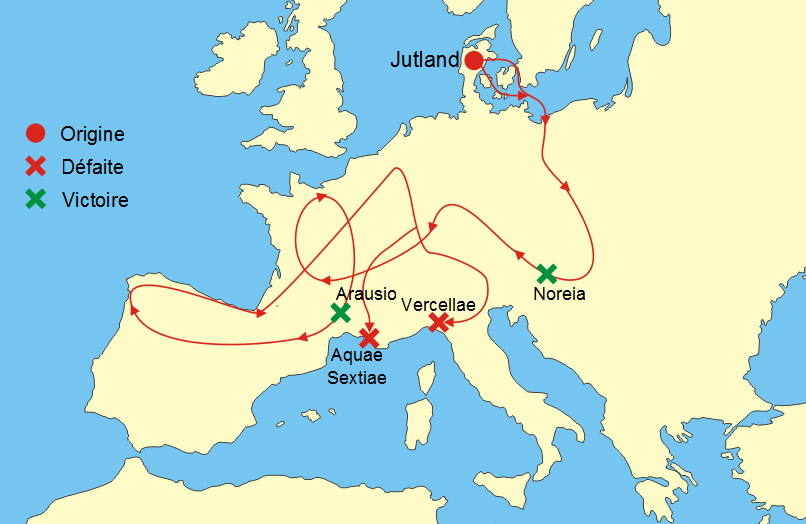
Migration des Teutons, des Cimbres et des Ambrons.
Victoires cimbres et teutonnes (113 à 105).
Défaites cimbres et teutonnes (102 et 101).

Les défaites répétées des armées romaines au nord face aux Cimbres et aux Teutons sont l'occasion pour Marius de renouveler sa gloire et de consolider son pouvoir. Les deux peuples ont en effet remporté, au nord des Pyrénées, une série de victoires contre l’armée romaine, favorisées par les rivalités au sein de l'aristocratie sénatoriale, dont la défaite à la bataille d'Arausio (Orange) en 105 constitue le point culminant. Ces défaites ont affolé la population romaine, en réveillant le spectre de l’invasion de Rome par les Gaulois au IVe siècle av. J.-C.,.
Alors qu'il est encore en Afrique lors des élections consulaires pour l'année 104, il est élu au consulat in abstentia. C’est l’occasion pour Marius d'affirmer définitivement sa supériorité sur la nobilitas. Avec l’aide des populares, qui forment désormais à Rome un véritable parti « marianiste », il obtient le commandement contre les deux peuples,, avec même le soutien de l'aristocratie sénatoriale conservatrice, notamment le princeps senatus Marcus Aemilius Scaurus et son ennemi personnel Numidicus. Peut-être par volonté d'assurer l'union sacrée à Rome, Sylla est nommé comme légat en 104 et tribun militaire en 103. Les Germains, malgré leurs victoires sur les forces romaines, ne prennent pas la direction de l'Italie, laissant à Marius le temps de renforcer son dispositif militaire ainsi que de mener à bien une politique de pacification dans le sud de la Gaule, romaine depuis moins de vingt ans,.
Ce répit est aussi l’occasion pour Marius d'affirmer définitivement sa supériorité sur la nobilitas. Avec l’aide des populares, son commandement est prolongé en se faisant réélire consul plusieurs années consécutives et souvent in abstentia, créant ainsi un précédent, ce type de réélection en chaîne violant les traditions institutionnelles. Il est notamment aidé par le tribun de la plèbe Lucius Appuleius Saturninus et tous ceux qui contestent l'oligarchie en place et reprennent certaines des propositions des Gracques,. « Jamais encore aucun Romain n'a bénéficié d'une telle confiance ni d'un tel pouvoir ».

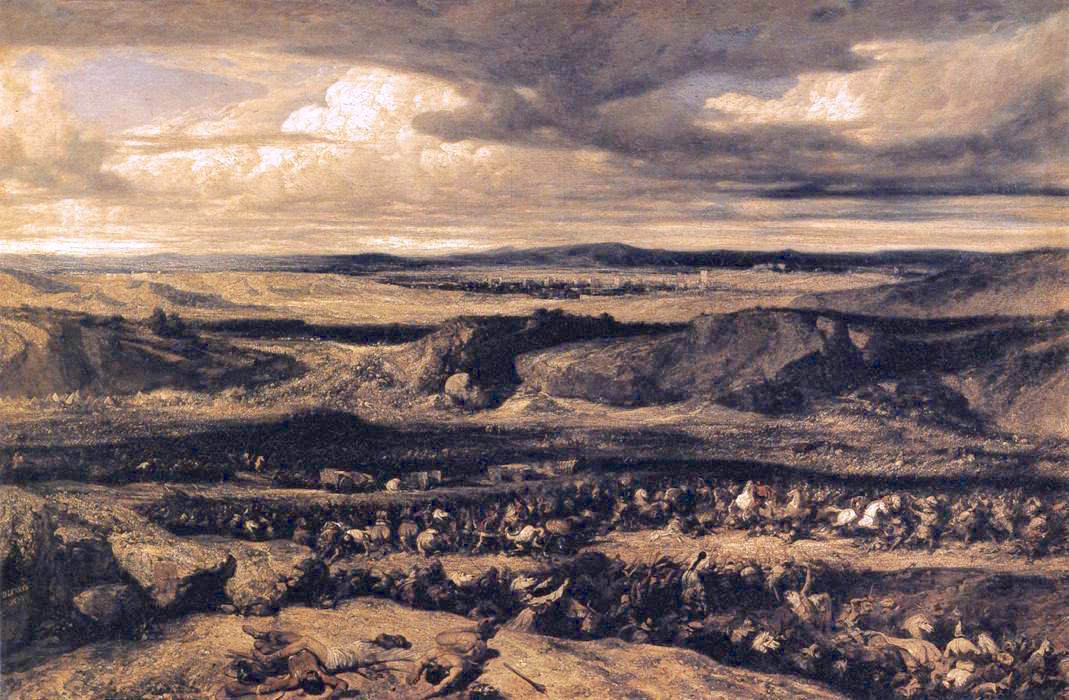
La défaite des Cimbres par Alexandre-Gabriel Decamps, musée du Louvre.

En 102, lorsque les Germains menacent à nouveau la péninsule italienne, Marius fait face aux Teutons et Ambrons en Gaule. Il attend ses ennemis dans la région d'Arles où il fait creuser, pour des raisons logistiques, un canal appelé Fosses Mariennes à l'embouchure du Rhône. Il refuse d'abord le combat pendant de longues semaines, malgré la gronde de ses soldats et officiers, puis vainc d'abord les Ambrons puis les Teutons aux environs d'Aix à Pourrières, en 102, dans une bataille sanglante.
Son collègue au consulat, Quintus Lutatius Catulus, est chargé de barrer les cols des Alpes aux Cimbres, mais avec une armée insuffisante, trois fois inférieure en nombre à celle de Marius. Il s'adjoint Sylla comme légat, ce dernier préférant s'associer à Catulus plutôt que de continuer d'évoluer sous Marius. Catulus et Sylla essuient plusieurs revers et ne parviennent pas à empêcher les Cimbres de franchir les Alpes ni l'Adige, mais ralentissent l'armée germaine tout en limitant les pertes.
En 101, Marius est à nouveau consul tandis que Catulus est dorénavant proconsul, Sylla restant légat de ce dernier. C'est à Marius que revient le commandement suprême de toutes les légions romaines pour faire face aux Cimbres, qui sont écrasés à la bataille de Verceil. Catulus et Sylla sont placés au centre du dispositif romain, qui supporte l'effort décisif de la bataille. Mais Marius s'arroge la victoire aux yeux de la postérité, provoquant une polémique et une inimitié définitive entre les deux chefs. Marius et Catulus ont droit au triomphe.

### Sixième consulat à Rome (101-100)
Il a atteint un niveau de gloire encore inégalé, sauvant Rome et l'Italie de l'invasion barbare, et est perçu comme un nouveau Romulus. Sa domination sur la vie politique romaine est devenue incontestable, domination qu’il met régulièrement en scène par différentes manifestations : se rendre au Sénat en costume triomphal ou se faire accompagner d’une prêtresse syrienne symbolisant ses liens privilégiés avec les Dieux. « Le peuple même lui donne le titre de troisième fondateur de Rome », après donc Romulus à la fondation de Rome en 753 et Camille au IVe siècle av. J.-C..
Cependant, la victoire contre les Germains n'amène pas à la réconciliation politique à Rome. Catulus continue à prétendre qu'il est le réel vainqueur de Verceil. Marius est devenu le premier consul à avoir été élu autant de fois de façon consécutive (le seul autre Romain à avoir été six fois consul est Titus Quinctius Capitolinus Barbatus, qui avait vu 32 ans s'écouler entre son premier et son dernier consulat). Il se présente à nouveau aux élections consulaire de 100, bien qu'il n'y ait plus de danger militaire, et peut compter sur le soutien du tribun de la plèbe Lucius Appuleius Saturninus et de Caius Servilius Glaucia. Les deux hommes sont aussi très actifs à soutenir la réélection de Marius au consulat, l'alliance avec les populares reste indispensable pour Marius,.
Ce dernier est élu aux côtés de Lucius Valerius Flaccus. Saturninus fait voter une loi pour installer les vétérans de Marius dans des colonies en Sicile, en Afrique, en Macédoine et en Grèce. Saturninus fait passer d'autres lois qui ne sont pas de son ressort, ainsi qu'un lotissement des terres récupérées en Gaule cisalpine, obligeant les sénateurs à prêter serment d'observer cette nouvelle loi. Quintus Caecilius Metellus Numidicus est le seul à refuser de s'incliner et à choisir l'exil plutôt que de provoquer de nouveaux troubles civils dans cette période de forte agitation politique. Marius prend un décret de « mort civique » contre lui. Saturninus propose d'autres lois afin de renforcer son parti, les populares,.
Lors de la période électorale pour l'année 99, Saturninus et Glaucia font régner la terreur à Rome en faisant, notamment, assassiner tous ceux qui tentent de se présenter contre eux au tribunat et au consulat. Le Sénat excédé et mené par le princeps senatus Marcus Æmilius Scaurus, décide, en dernier recours, de faire appel à Marius pour ramener l'ordre, par le biais d’un senatus consultum ultimum qui impose au consul de réprimer les fauteurs de trouble. Marius, inquiété par une situation qui lui échappe, abandonne ses anciens amis et se range du côté du Sénat. Saturninus, Glaucia et tous leurs partisans sont exécutés. Bien qu'il conserve des partisans, le meurtre de ses propres alliés laisse Marius très isolé,.

## Les difficultés de la fin de carrière

### Période de «retraite» (99-91)
En 98, Metellus Numidicus est rappelé et fait son retour triomphal à Rome, malgré l'opposition de Marius. Celui-ci préfère quitter Rome et s'embarquer pour la Cappadoce et la Galatie, à moins qu'il ne soit parti dès l'an 99. Plutarque avance que Marius cherche à provoquer la guerre en Orient, notamment en irritant Mithridate VI,. Plutarque déclare que bien que l'on se soit attendu à ce qu'il se présente aux élections pour la censure de l'année 97, il s'en est abstenu craignant un échec à cause de sa perte de popularité liée à l'exécution de Saturninus et de l'opposition sénatoriale. Il reçoit cependant l'honneur sans précédent d'être élu par contumace au collège des augures sacerdotaux alors qu'il est en Asie Mineure. De retour à Rome, la présence de Marius au procès de son ami et ancien collègue Manius Aquilius Nepos est importante pour obtenir l'acquittement de l'accusé, même s'il est apparemment coupable.
Vers 95, Marius agit également comme unique défenseur d'un Italien de Spoletium à qui il a conféré la citoyenneté romaine et qui est maintenant accusé selon les termes du Lex Licinia Mucia. Plutarque parle à nouveau de lui en 91 à la veille de la guerre sociale lors d'un conflit avec Sylla à propos d'un monument rappelant la capture de Jugurtha à la gloire de Sylla offert par Bocchus. L'auteur antique insiste beaucoup sur l'opposition entre Marius et Sylla, et sur l'hégémonie supposée de ce dernier à cette époque, mais Sylla lui-même connaît une période creuse. Il échoue à se faire élire à la préture pour l'an 98, le léger soutien de l'aristocratie romaine étant insuffisant face à ses adversaires et à la popularité de Marius. Sylla parvient à se faire élire préteur l'année suivante et part ensuite en Cilicie pour défaire les partisans de Mithridate et établir Ariobarzane sur le trône de Cappadoce. À son retour à Rome, il doit faire face à des accusations sur la gestion de son mandat, mais elles sont abandonnées. Sylla disparaît des sources pendant quatre années entre 94 et 91. Il doit probablement faire face à l'opposition des partisans de Marius, et ne doit pas se sentir suffisamment sûr de lui pour tenter de se faire élire au consulat.

### Légat pendant la guerre sociale (90-89)

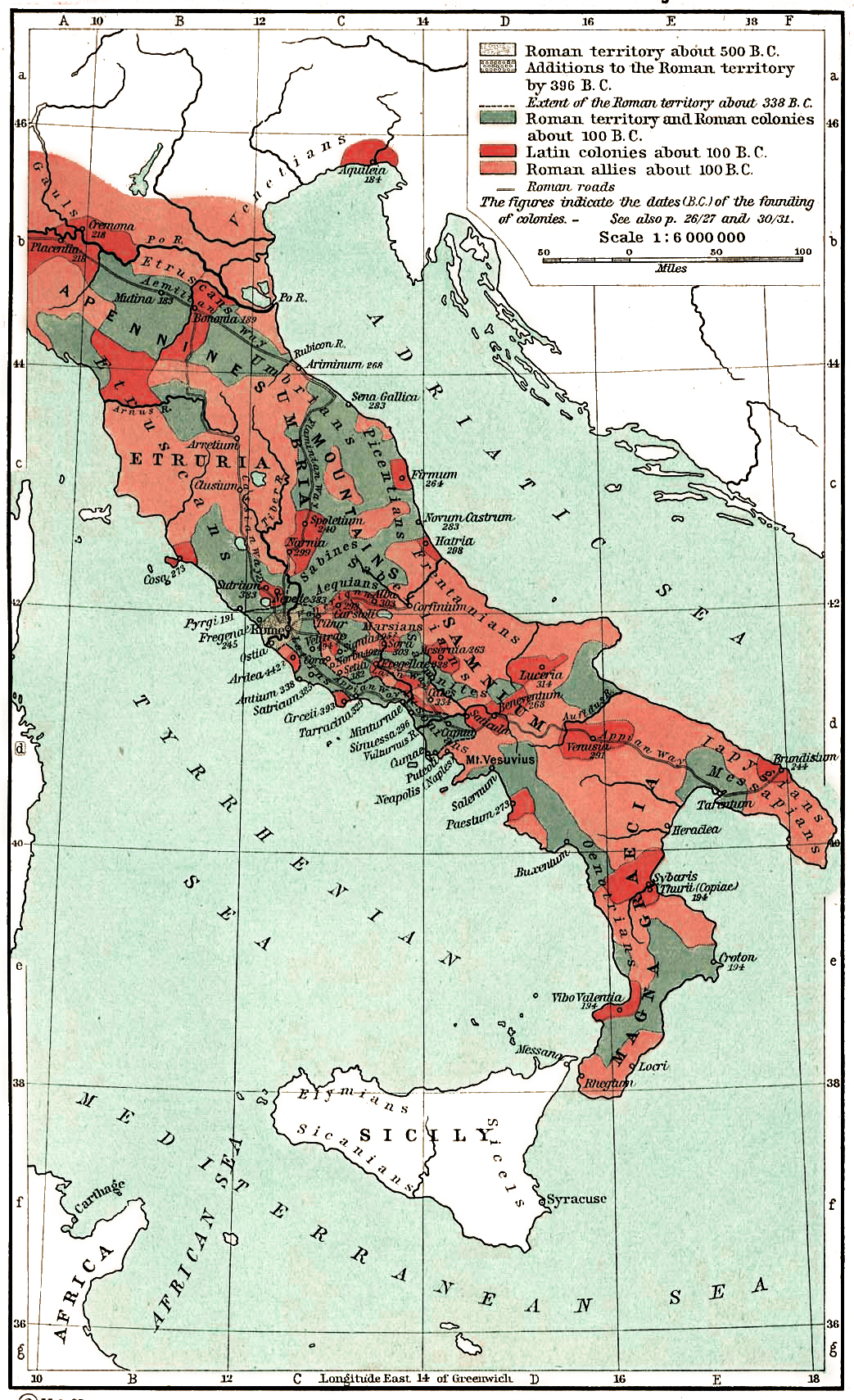
L'Italie vers 100, une mosaïque de statuts :
Territoire et colonies romaines.
Colonies latines.
Territoires alliés.

La « guerre sociale » tire son nom du latin socii qui signifie alliés : elle oppose Rome à ses alliés italiques, qui réclament le droit à la citoyenneté romaine.
En effet, alors que l'Italie est sous l'autorité romaine depuis le début de la première guerre punique un siècle et demi plus tôt — soit par un habile jeu d'alliances, soit par conquête —, seuls les Romains bénéficient du droit de citoyenneté complète. Cette différenciation induit un traitement inégal lors des procès ou lors du paiement des impôts, interdit l'accès aux adjudications de terres publiques (ager publicus), etc. Or, les alliés fournissent autant, si ce n'est plus de troupes à Rome que les citoyens romains eux-mêmes ne peuvent en fournir. De ce fait, les italiques participent activement aux conquêtes de Rome, qui domine presque sans partage le bassin méditerranéen au début du Ier siècle av. J.-C. De plus, les soldats alliés sont généralement plus exposés lors des opérations militaires, notamment lors des terribles défaites contre les Germains avant que Marius n'en reprenne le commandement, et ont droit à une part de butin moins importante que les légionnaires romains. D'un simple lien de suzeraineté, les alliés sont tombés dans l’assujettissement le plus strict.
Le tribun de la plèbe Marcus Livius Drusus, excellent orateur, propose d’accorder la citoyenneté aux Italiens, mais le Sénat s'y refuse, et lui-même est assassiné dans des conditions obscures en cette fin d'année 91.
Pour faire face à l'insurrection, une armée romaine de 100 000 hommes — recrutée parmi les citoyens, les alliés restés fidèles et les provinciaux — est donc mise sur pied et placée sous le commandement des deux consuls Lucius Julius Caesar et Publius Rutilius Lupus, ainsi que de dix légats, dont Sylla et Marius, chacun y voyant un moyen de revenir sur le devant de la scène.
Marius mobilise ses clients contre les alliés et remporte même quelques succès contre les Marses, notamment après une sévère défaite et la mort du consul Rutilius Lupus. L'ennui est que Marius a construit une part de sa popularité en apportant précisément son soutien à la diffusion de la citoyenneté à l’ensemble de l'Italie. Se retrouvant dans une position contradictoire, à la tête d'une armée peu fiable et vieillissant, il finit par se démettre de son commandement. Sylla, quant à lui légat de Julius César, remporte plusieurs succès.
À la fin de la première année de guerre, l’avantage est aux Italiques. Alarmé, le Sénat se décide à concéder le droit de cité à certains peuples de la Péninsule. Il commence par la lex Julia, laquelle accorde ce droit aux alliés de Rome restés fidèles : l’insurrection cesse de s’étendre et à la fin de l’année suivante, hormis quelques débris de l’armée samnite, la révolte est matée.
Sur la scène politique romaine, Sylla a acquis un prestige considérable grâce à ses victoires et son habileté dans le commandement de ses soldats. À l'inverse, Marius a vu diminuer sa notoriété : originaire du Latium et certainement plus compréhensif vis-à-vis des révoltés, il a plus recherché la réconciliation entre ses troupes et celles des insurgés que l'affrontement brutal. À Rome, Sylla est désormais l'homme providentiel.

### Guerre civile entre Marius et Sylla (88-87)

#### L'enjeu: le commandement de la guerre contre Mithridate

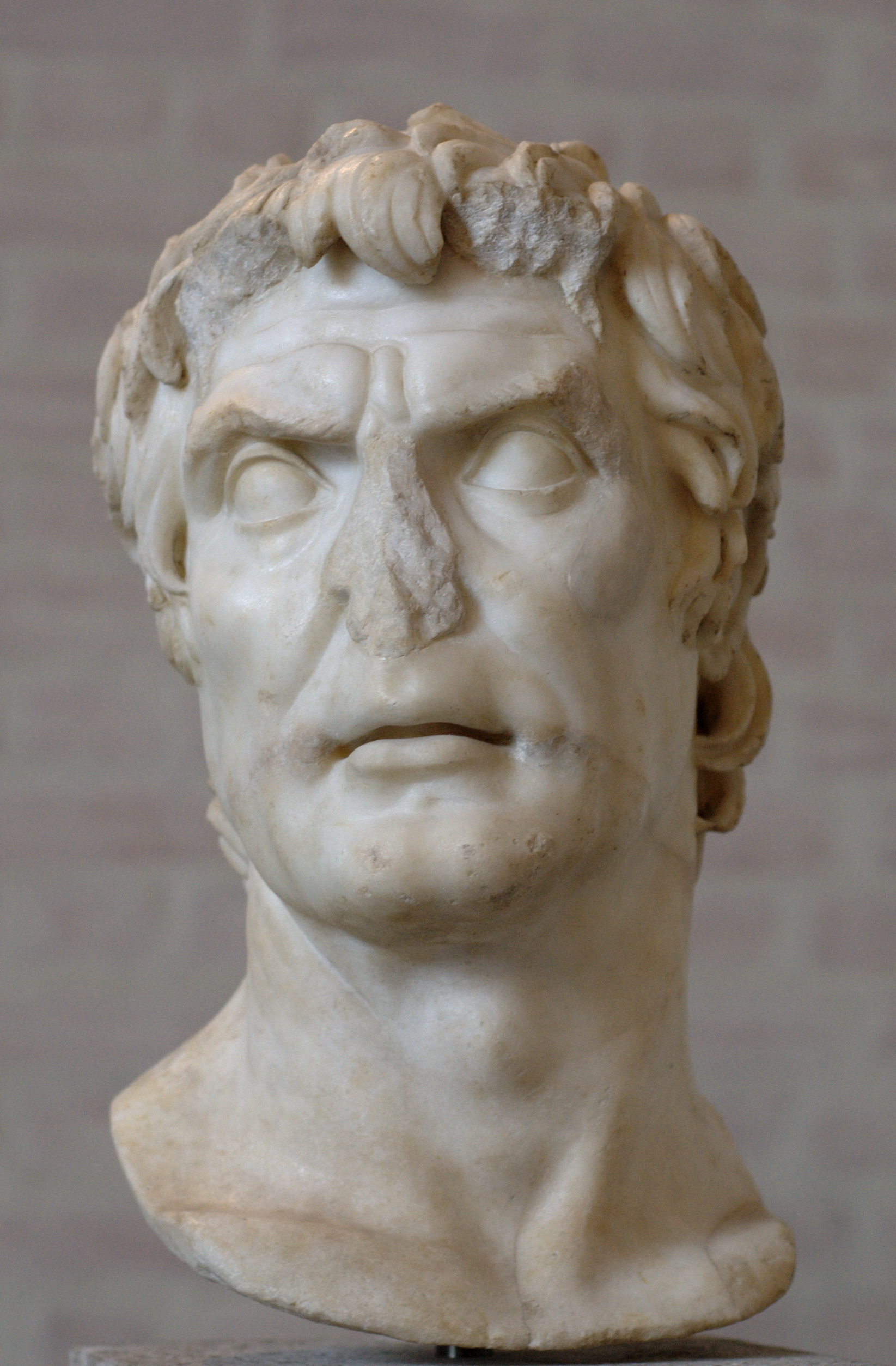
Pseudo-« Sylla », copie d'époque augustéenne.

Sylla est élu aux côtés de Quintus Pompeius Rufus. Le tirage au sort effectué en début d'année donne à Sylla le proconsulat de la province d'Asie et le commandement de la guerre contre Mithridate. L'expédition en Orient contre le roi Mithridate VI du Pont est rendue nécessaire par ses manœuvres pour étendre son influence et son pouvoir dans la région anatolienne, malgré la première intervention de Sylla en Cappadoce lors de son proconsulat de 96. Peu de temps après, Mithridate, par des intrigues, a chassé de leurs trônes Ariobarzane Ier de Cappadoce et Nicomède IV de Bithynie, proclamant vouloir libérer l'Orient du joug romain. Ils sont rétablis en 89 par une mission sénatoriale menée par des proches de Marius, qui poussent en outre les deux rois à mener des opérations contre le roi du Pont, à l'encontre des instructions du Sénat. Surprenant les Romains, Mithridate passe à l'offensive générale et s'empare ouvertement de la Cappadoce, et écrase les troupes de Bithynie puis les quelques forces armées romaines de la région, faisant exécuter certains des commandants romains.
Marius, malgré son grand âge, près de soixante-dix ans, souhaite se voir confier la guerre contre le roi du Pont et s'évertue à faire oublier sa défaillance lors de la guerre sociale. Un tribun de la plèbe, Publius Sulpicius Rufus, se rallie à lui, aux réformateurs et à leurs propositions démocratiques en faveur des Italiens qui ont obtenu la citoyenneté romaine après la guerre sociale. Il propose qu’on les répartisse équitablement parmi les trente-cinq tribus, ce qui donnerait la majorité aux Italiens dans toutes les subdivisions du corps électoral, au détriment de la population romaine. Les consuls tentent de faire obstruction au vote de cette proposition, en proclamant la suspension de toute activité politique. Sulpicius envahit le forum avec des bandes armées, chasse Pompeius Rufus, fait égorger son fils, gendre de Sylla, qui résiste et oblige Sylla à renoncer à cette suspension, peut-être par un accord trouvé avec Marius et le tribun. Tandis que Sylla part en Campanie rejoindre son armée pour la future campagne, Sulpicius fait passer sa loi électorale puis fait destituer le consul Quintus Pompeius Rufus, une mesure sans précédent. De surcroît, il fait voter la destitution de Sylla comme commandant de la guerre contre Mithridate et confie ce commandement à Marius.

#### La contre attaque de Sylla et l'exil de Marius
Sylla, peut-être abusé par Sulpicius et Marius, ou ayant fait semblant d'accepter un compromis pour prendre la tête d'une armée, et rejoint par son collègue, refuse et harangue ses soldats qui perdent là l'occasion d'une guerre fructueuse en Orient. Ces derniers maltraitent les délégations qu'on lui envoie, lapidant des envoyés de Marius. Les deux consuls marchent sur Rome pour une opération de maintien de l'ordre et de libération de la ville, apprenant en chemin que certains de leurs amis et parents ont été maltraités voire tués. Ils refusent une médiation du Sénat, et la quasi-totalité des officiers quitte l'armée consulaire pour ne pas prendre part à une expédition punitive contre Rome. Marius ne peut mettre Rome en état de défense face à une armée aguerrie et tente une dernière médiation pour gagner du temps. Sylla fait mine d'accueillir favorablement les envoyés, mais envoie par ailleurs sa cavalerie et des fantassins légers s'emparer de certains accès à la ville avant que le dispositif de défense soit en place. Des combats de rue mettent d'abord en difficulté les lieutenants de Sylla, mais celui-ci rétablit la situation et s'empare de tous les points stratégiques de la ville, contraignant Marius et Sulpicius à la fuite.
|                             |  |                                      |
| Caius Marius assis en exil. |  | Méditant sur les ruines de Carthage. |

Sylla fait exécuter certains de ses légionnaires accusés de pillage puis répartit ses troupes dans toute la ville pour assurer le maintien de l'ordre. Les consuls convoquent ensuite l'assemblée du peuple, pour justifier leur conduite et faire annuler toutes les mesures prises par le tribun Sulpicius. Ils prennent d'autres mesures pour redonner plus de pouvoir au Sénat et aux citoyens les plus riches. Ensuite, devant des sénateurs peu enclins à l'opposition, les consuls demandent le vote pour déclarer « ennemis publics » douze personnages considérés comme coupables des troubles. Seul le juriste expérimenté et vieux consulaire Quintus Mucius Scævola Augur, qui a exercé sa charge trente années plus tôt, s'oppose aux consuls, déclarant qu'on ne peut condamner Marius qui avait sauvé Rome et l'Italie, et avec lequel il est lié. Le décret est voté mais la plupart des bannis dont Marius, mais pas Sulpicius, échappent à la mort. L'histoire de la fuite de Marius est rocambolesque, les auteurs antiques soulignant son grand âge, ses accès de maladie et son embonpoint.
Marius s'exile en Afrique. L'ordre semble rétabli à Rome, Sylla a le commandement pour la guerre en Orient et les élections pour l'année suivante peuvent se dérouler, dans un climat de retour à la vie politique normale, avec des débats ouverts et animés, sans mainmise des consuls sur les résultats. Cependant, avoir fait pénétrer des légions armées au cœur même de la Cité, dans l'enceinte sacrée du pomerium, est un acte d'une exceptionnelle gravité et unique jusque-là dans l'histoire romaine que les citoyens ne peuvent oublier. Pompeius Rufus est tué lors d'une cérémonie religieuse à la tête de son armée. Sylla est quant à lui attaqué en justice, alors même qu'il est revêtu de l'imperium qui l’immunise, peu de temps après avoir quitté la ville. Il s'embarque malgré tout à la tête de son armée pour l'Orient.

#### Le retour sanglant despopulares

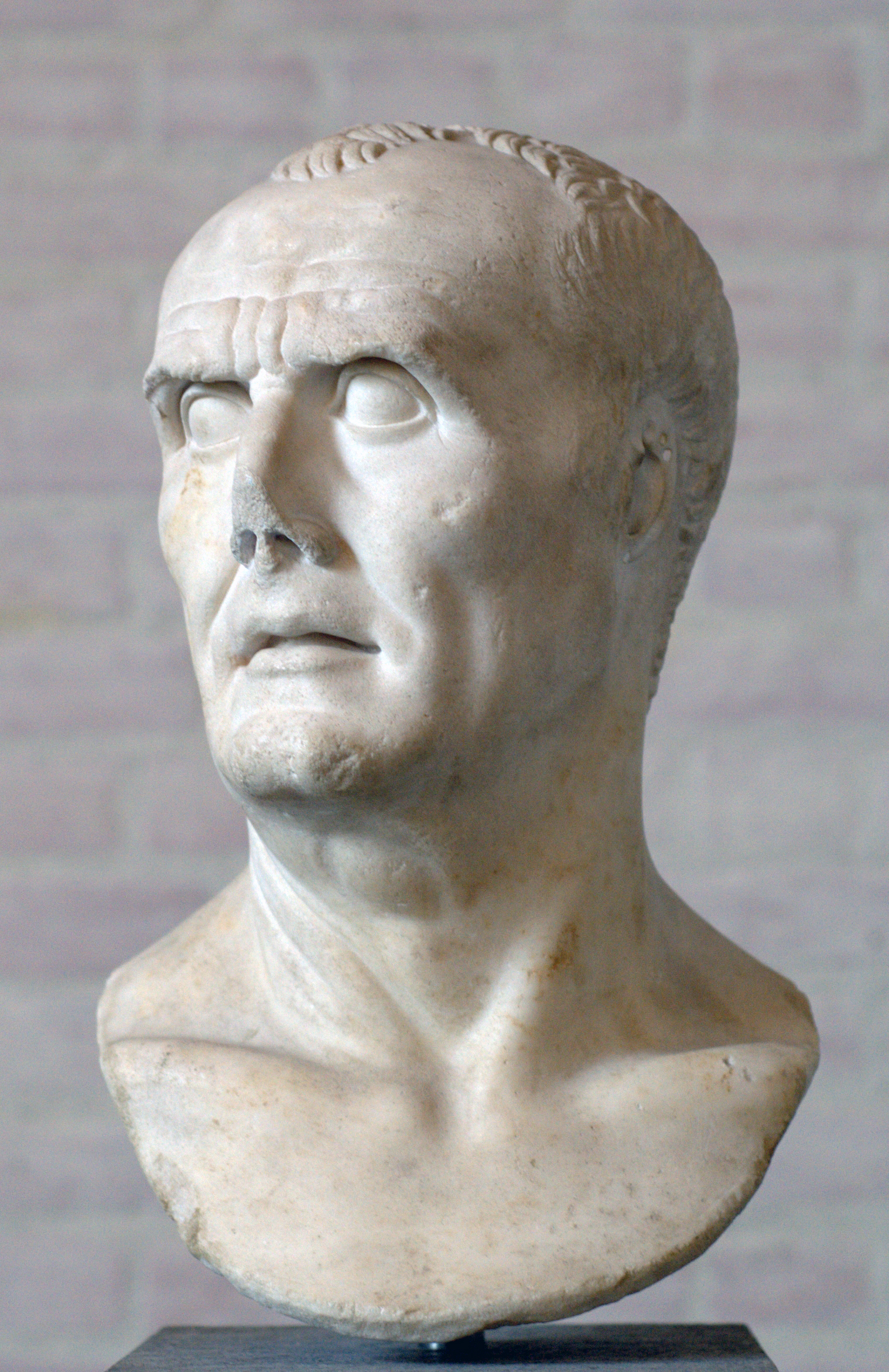
Pseudo-« Marius », copie d'époque augustéenne, Glyptothèque de Munich.

Les populares ayant échappé aux purges tentent de reprendre le pouvoir : le consul Cornelius Cinna, soutenu par l'ordre équestre, propose de rappeler Marius. Mais il se heurte au refus du Sénat et de son collègue Cnaeus Octavius qui le destituent. Cinna fuit alors en Campanie où il rallie les troupes laissées par Sylla, et lève une nouvelle armée parmi les vétérans italiques de la guerre sociale. Marius revient d'Afrique et le rejoint à la tête d'une cavalerie maure, accompagné de Papirius Carbo et Quintus Sertorius. Leurs armées marchent sur Rome, assiègent la ville et la prennent au prix de sanglants combats.
Le Sénat capitule devant Marius qui se débarrasse des partisans de Sylla restés à Rome par des condamnations sans même se soucier de leur donner un cadre légal, comme l'avait fait Sylla à la fin de la première guerre civile. Les principaux membres de l’aristocratie sénatoriale sont mis à mort, dont le consul Cnaeus Octavius, et leurs biens confisqués. Parmi les victimes, figurent notamment les célèbres consulaires Marc Antoine l'Orateur, Quintus Lutatius Catulus, Publius Licinius Crassus, Caius Atilius Serranus et Lucius Julius Caesar, ainsi que le frère cadet de ce dernier, Caius Julius Caesar Strabo Vopiscus. La ville subit les exactions des soldats italiques qui se vengent de la guerre sociale. La violence est telle que Marius doit engager des Gaulois pour maîtriser ses troupes.

### Dernier consulat et décès (86)
Marius est élu consul pour la septième fois durant l'année 86 avec Cinna. À la fin de la première semaine de janvier, Marius tombe malade, apparemment d'une pleurésie. Son état empire et il meurt le 13 janvier, alors que son mandat est à peine commencé.
Il laisse un fils Caius Marius « le jeune ». Cinna et ses partisans vont alors conserver le pouvoir pendant quatre ans. Il s'autoproclame à nouveau consul avec Papirius Carbo à ses côtés en 85 et 84. Le calme est rétabli à Rome pendant cette période de tyrannie. Sylla sort vainqueur de la nouvelle guerre civile à la fin de l'an 82 qui voit notamment la mort du consul Caius Marius « le Jeune ». Quant au tombeau de Caius Marius, il est fracturé pendant cette même période de la fin 82 sur ordre de Sylla. Les cendres du défunt sont dispersées dans l'Anio.

## Postérité
Velleius Paterculus, historien romain du règne d'Auguste, décrit ainsi Marius ce qui pourrait constituer son épitaphe selon François Hinard :

« Chevalier de naissance, il est grossier et rude mais d'une vertu irréprochable ; aussi remarquable à la guerre que détestable pendant la paix, il est affamé de gloire, insatiable, emporté, toujours agité. […] Cet homme le plus dangereux pour les ennemis pendant la guerre et pour les citoyens pendant la paix, est tout à fait incapable de rester en repos. »

— Velleius Paterculus, Histoire romaine, II, 11 et 23 - Garnier, édition de Pierre Hainsselin et Henri Watelet, sur le site de Philppe Remacle.
Cicéron a aussi une formule concernant Marius qui pourrait servir d'épitaphe : « Un homme inculte, mais vraiment un homme ! ».

« Ces années qui voient la montée en puissance de Caius Marius et son alliance avec des tribuns populares ont ainsi été l'occasion d'innovations importantes dans les mécanismes de la vie politique romaine qui déterminent à leur tour les pratiques à venir. […] Marius a défini une nouvelle figure de chef militaire. Il est victorieux d'ennemis redoutables qui ont vaincus les armées romaines et menacent l'existence même de la cité. Il a bénéficié d'une aide particulière des dieux qui se manifestent par des miracles ou des oracles exceptionnels. Il a porté l'Empire de Rome et sa propre gloire à des niveaux qui n'ont encore été atteints par personne. […] Une relation particulière s'est mise en place entre les hommes et ce chef victorieux qui les entraîne dans des campagnes de plusieurs années et qui les grandit de ses propres victoires. L'exemple n'est pas perdu, et Sylla, Pompée et Jules César sauront s'en emparer pour se gagner l'attachement d'hommes qui attendent d'eux la rémunération de leur valeur et en échange les soutiendront contre leurs adversaires. L'association avec des tribuns populares crée une autre série de précédents. Marius a eu besoin de leur aide afin d'obtenir pour lui les grands commandements et pour ses hommes les colonies et les distributions de terre. Ses partenaires, en contre-partie, bénéficient de la caution de son prestige et du vote de ses vétérans. […] Une telle puissance ne peut plus être régulée par aucune disposition constitutionnelle. […] La seule réponse possible réside dans la violence. »

— Jean-Michel David, La République romaine, Seuil, 2000, p. 161-162.
Par ailleurs, Marius a procédé pour la guerre de Jugurtha à l'enrôlement de « prolétaires », cherchant à renforcer sa popularité en acceptant dans les rangs de l'armée tous les volontaires sans distinction de cens, allant à l'encontre de l'avis du Sénat, à une époque où les citoyens mobilisables sont récalcitrants à rejoindre l'armée. Dans les années qui suivent jusqu'à la guerre sociale, il n'y a plus de traces de telles mesures d'enrôlement, ni même lors de la guerre contre les Cimbres et les Teutons menée par ce même Marius, cette guerre défensive n'amenant aucune perspective de butin et n'ayant donc aucune raison d'attirer des volontaires non astreints au service militaire. La fin du IIe siècle av. J.-C. voit aussi l'organisation et l'équipement d'une légion évoluer. Ces réformes sont parfois attribuées à Marius, d'où l'expression « réforme marianique ». Cependant, les historiens actuels de l'armée romaine s'accordent à reconnaître que plusieurs des changements attribués par l'historiographie antique à Marius, dans le domaine tactique notamment, sont en fait progressifs et ne se développent réellement que sur le long terme. Le rôle de Marius dans ces évolutions est donc à relativiser,.

#### Sources modernes
- J. Van Ooteghem, Caius Marius, Académie royale de Belgique, Bruxelles, 1963.
- Jean-Claude Richard, « La victoire de Marius », Mélanges de l'École française de Rome - Antiquité, 77, 1965, p. 69-86.
- François Hinard, Sylla, Paris, Fayard, 1985 (réimpr. 2005), 327 p. (ISBN 2-213-01672-0).
- Mireille Cébeillac-Gervasoni et al., Histoire romaine, Armand Colin, coll. « U Histoire », 2006, 471 p. (ISBN 978-2-200-26587-8), « Des Gracques à Sylla (133-79) », p. 169-182
- Jean-Michel David, La République romaine de la deuxième guerre punique à la bataille d'Actium, Éditions du Seuil, 2000, 310 p. (ISBN 978-2-02-023959-2), « Les premiers grands imperatores : Marius et Sylla », p. 212-264
- François Hinard, Histoire romaine des origines à Auguste, Fayard, 2000, 1075 p. (ISBN 978-2-213-03194-1), chap. XV et XVI (« Les années troubles et les années noires »)
- (en) T. Robert S. Broughton (The American Philological Association), The Magistrates of the Roman Republic : Volume I, 509 B.C. - 100 B.C., New York, Press of Case Western Reserve University (Leveland, Ohio), coll. « Philological Monographs, number XV, volume I », 1951, 578 p.
- Eric Tréguier, « Caius Marius, troisième fondateur de Rome : Héros ou arriviste ? », Guerres & Histoire,‎ février 2021, p. 58-63 (ISSN 2115-967X)

#### Principales sources antiques
- Plutarque, Vies des hommes illustres, Vie de Marius sur Wikisource.
- Aurelius Victor, Hommes illustres de la ville de Rome, LXVII. C. Marius, père, sur le site de Philippe Remacle.
- Salluste, Guerre de Jugurtha sur Wikisource.
- Velleius Paterculus, Histoire romaine, Livre II sur le site de Philippe Remacle.
- Florus, Abrégé de l'histoire romaine, Livre III, XXIII sur le site de Philippe Remacle.
- Eutrope, Abrégé de l'histoire romaine, Livre IV & Livre V sur le site de Philippe Remacle.
- Valère Maxime, Des faits et des paroles mémorables, Livre III, Chap IV & Livre VI, Chap IX, sur le site de Philippe Remacle.
- Cicéron, Carmen Marianum.